# 극장판 포켓몬스터 AG: 포켓몬 레인저와 바다의 왕자 마나피
《극장판 포켓몬스터 포켓몬 레인저와 바다의 왕자 마나피》(일본어: 劇場版ポケットモンスター アドバンスジェネレーション ポケモンレンジャーと蒼海の王子 マナフィ)는 2006년 7월 15일에 개봉된 TV 애니메이션 포켓몬스터의 극장판 제9기이다. 대한민국에서는 2006년 7월 20일에 개봉하였다. 2015년 7월 22일에 재개봉하였다.

## 주제가
- 닫는 곡 : 〈마모루 베키모노〉 (守るべきもの 지켜야 할 것[*])

## 줄거리
사막에서 길을 잃고 헤메던 지우 일행은 우연히 수중 포켓몬 쇼로 유명한 '마리나 서커스단'의 이자벨과 그들과 함께 여행을 다니는 포켓몬 레인저 잭 워커를 만나게 된다. 그들과 함께 여행을 하던 도중 지우 일행은 이자벨의 가족으로부터 자신들이 '물의 일족'의 후손이며, 바다의 신전 '아크셔'에 '바다의 왕관'이라는 보물이 숨겨져 있다는 전설을 듣는다. 그 때 해적두목 팬텀 톨프가 세계 정복의 야망을 이루기 위해 바다의 왕관을 손에 넣고자 잭과 이자벨이 보호하고 있던 '바다의 왕자'라 불리는 포켓몬 알을 손에 넣기 위해 습격해 온다. 격렬한 싸움 도중에 알이 강렬한 빛을 내뿜으며 환상의 포켓몬이라 불리는 마나피가 봄이의 품에서 탄생한다. 태어나서 처음으로 본 봄이를 자신의 엄마라 생각하고 따르는 마나피.
팬텀으로부터 무사히 도망친 일행들은 아크셔 신전을 찾아 배를 타고 바다를 항해하게 된다. 그러던 중 마나피가 갑자기 바람에 날아간 봄이의 두건을 찾아 바닷속으로 사라지고, 마나피를 찾아 바닷속으로 잠수함을 타고 가게 된 지우 일행과 이자벨은은 아크셔 신전 안으로 들어가게 된다. 그런데 일행 뒤를 쫓아온 팬텀이 신전 중앙부에 있는 보석을 빼는 바람에 신전은 바닷속으로 가라앉게 되는데...

## 등장인물
잭 워커
성우 : 야마데라 코이치 / 엄상현
포켓몬 레인저로 등장한다. 일단 맡은 바에 대해서는 충실하게 하고 운동 신경이 매우 뛰어나고 진지할 땐 생각도 깊은 설정으로 등장한다. 일찍이 팬텀이 그토록 원했던 것을 얻자 그것에 대한 정체를 꿰뚫고 있었고, 팬텀의 부하로 변장하여 그것을 가로채기에 이른다. 이후 물의 일족 네 식구가 운영하는 수중 서커스단에 숨어들었고, 마실 물을 찾아온 지우 일행의 앞에 정체를 드러내어 합류한다.
주디
성우 : Becky / 오수경
포켓몬 레인저의 본부에서 일하고 있는 여성 캐릭터이다.
이자벨
성우 : 마나베 카오리 / 배정미
물의 일족이며, 여성 캐릭터이다.
시프
성우 : / 온영삼
이자벨의 할아버지. 물의 일족이며 그 일족의 전설에 관해 해박하다.
카엘
성우 / 김환진
이자벨의 아버지며 물의 일족이다.
에리카
성우 / 김옥경
이자벨의 어머니며 물의 일족이다.
팬텀 톨프
성우 : 후지오카 히로시 / 최석필
마나피와 함께 물의 신전에 있다는 '바다의 왕관'을 노리는 해적이며 매우 강하지만 무척이나 사악한 성격의 설정으로 등장한다.
마나피
성우 : 시라토리 유리
'바다의 왕자'라고 불리는 환상의 포켓몬으로 등장한다.
가이오가
먼 옛날 바다를 창조했다는 전설의 포켓몬으로 등장한다.